# Джиперс Криперс (мультфильм)
«Джи́перс Кри́перс» (англ. Jeepers Creepers) — короткометражный анимационный фильм режиссёра Роберта Клампетта. Премьера фильма состоялась 23 сентября 1939 года в США. В центре сюжета приключения Порки, героя «Looney Tunes».

## Сюжет
Сотрудник полиции Порки призван обследовать дом с привидениями. В доме на самом деле обитает привидение, и когда туда приходит Порки, оно всячески его пугает. В итоге, Порки вынужден бежать из этого дома.